# (34033) 2000 OH27
2000 OH27 (asteroide 34033) é um asteroide da cintura principal. Possui uma excentricidade de 0.08090800 e uma inclinação de 8.27706º.
Este asteroide foi descoberto no dia 23 de julho de 2000 por LINEAR em Socorro.